# سانديسك
سانديسك (بالإنجليزية: SanDisk)‏ علامة تجارية لويسترن ديجيتال مختصة بالفلاشات وبطاقات الذاكرة ووسائط التخزين الثابتة استحوذت ويسترن ديجيتال على الشركة في عام 2016.
اعتبارًا من مارس 2019، تعد ويسترن ديجيتال رابع أكبر شركة مصنعة لذاكرة فلاش بعد أن انخفضت من ثالث أكبر شركة في عام 2014.

## التاريخ

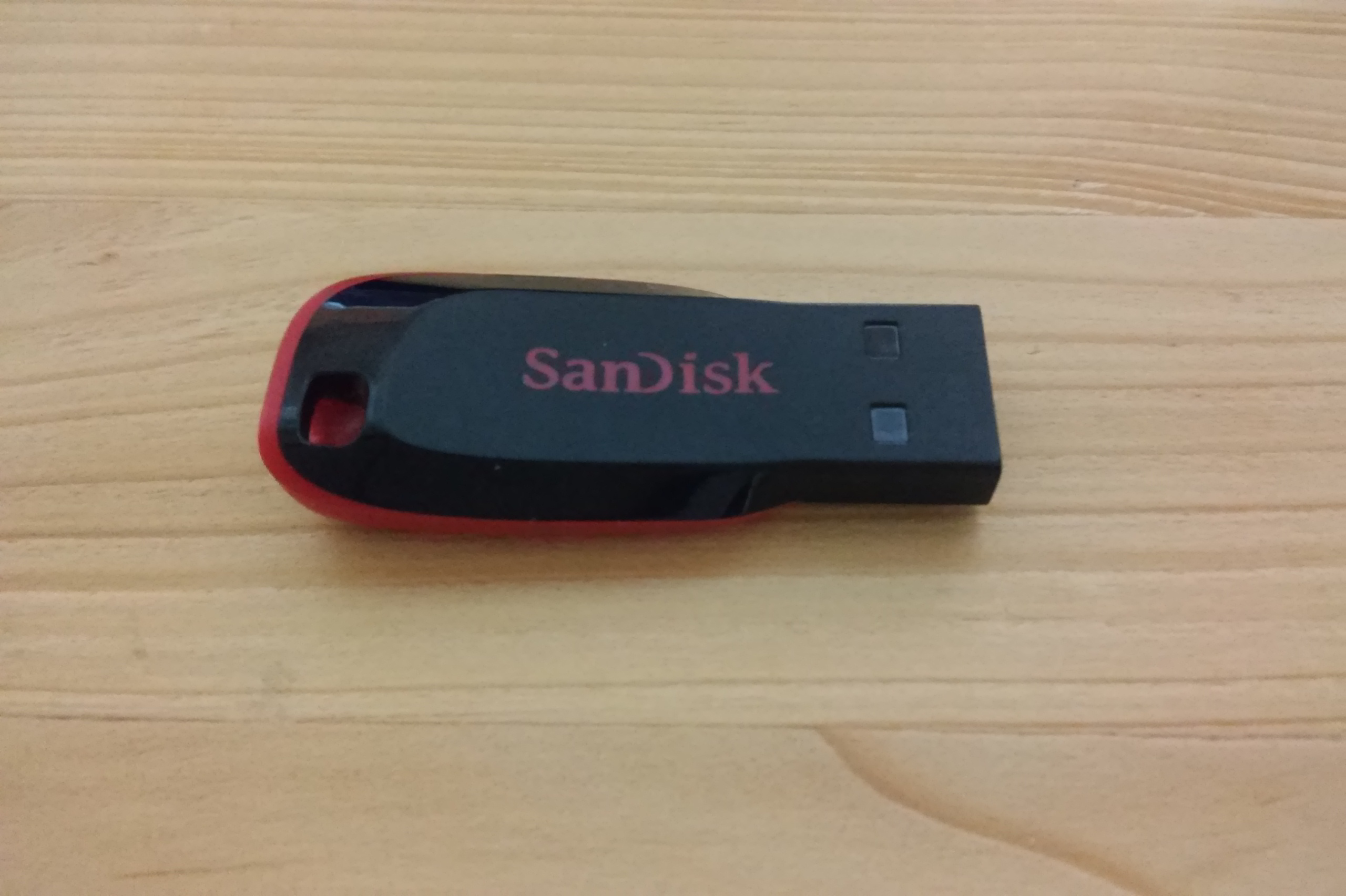
وحدة الذاكرة الفلاشة مصنعة من طرف شركة سانديسك

تأسست عام 1988 من قبل إيلي هراري، وجاك يوان، وسانجاي مهروترا، مع مجموعة من خبراء التكنولوجيا. قام إيلي هراري، الشريك المؤسس لشركة سانديسك، بتطوير EEPROM ذو بوابة عائمة التي أثبتت التطبيق العملي والموثوقية والقدرة على التحمل لتخزين البيانات المعتمد على أشباه الموصلات.
في عام 1991 أنتجت سانديسك أول وحدة تخزين ثابتة على هيئة قرص صلب لآي بي إم بمقاس 2.5 إنش وسعة 20 ميغا بايت بسعر 1000 دولار.
في 10 مايو 2000، قالت شركة توشيبا اليابانية وشركة سانديسك إنهما سيشكلان شركة جديدة لأشباه الموصلات لإنتاج ذاكرة فلاش متقدمة، خاصة بالكاميرات الرقمية.
استحوذت شركة ويسترن ديجيتال المصنعة لمحركات الأقراص الصلبة على سانديسك في 12 مايو 2016 في صفقة قيمتها 19 مليار دولار أمريكي.

## وصلات خارجية
- الموقع الرسمي